# Aeródromo Verfrut
El Aeródromo Verfrut (OACI: SCVF), es un terminal aéreo ubicado junto a la localidad de San Pedro, Provincia de Melipilla, Región Metropolitana de Santiago, Chile. Es de propiedad privada.